# 5696 Ibsen
Az 5696 Ibsen (ideiglenes jelöléssel 4582 P-L) egy kisbolygó a Naprendszerben. Cornelis Johannes van Houten,  Ingrid van Houten-Groeneveld,  Tom Gehrels fedezte fel 1960. szeptember 24-én.